# Anatoly Slivko
Anatoly Yemelianovich Slivko (tiếng Nga: Анатолий Емельянович Сливко; 28 tháng 12 năm 1938 – 16 tháng 9 năm 1989) là một kẻ giết người hàng loạt người Liên Xô, bị kết án giết 7 người tại vùng Nevinnomyssk từ năm 1964 đến năm 1985.
Trong khoảng thời gian 2 thập kỷ, Slivko đã lạm dụng tình dục những thiếu niên nam tại câu lạc bộ thanh thiếu niên sau khi đánh lừa các em tham gia một thí nghiệm bất tỉnh, giết một số em trong nỗ lực tái tạo lại một tai nạn thảm khốc của một cậu bé mà Slivko đã chứng kiến và cảm thấy kích thích tình dục khi quan sát cái chết đó.
Slivko bị xử bắn ngày 16 tháng 9 năm 1989.